# Dmitro Ivanovics Klimpus
Dmitro Ivanovics Klimpus (ukránul: Дмитро Іванович Климпуш; Kőrösmező, 1897. november 7. – Kőrösmező, 1959) kárpátaljai ruszin (hucul) gazdálkodó, vállalkozó, 1938–1939-ben a Kárpáti Szics parancsnoka volt.

## Élete
Szülei módos gazdálkodók voltak Kőrösmezőn. Testvéreivel együtt magyar iskolába járt. A cirill betűk olvasását és írását is csak később, felnőttként tanulta meg. Testvéreivel, Vaszillal és Ivannal az 1920-as, 30-as évek befolyásos vállalkozói voltak a kárpátaljai Kőrösmezőn és környékén. A téli időszakban fakitermeléssel foglalkoztak, a hegyekben kivágott fát a Tiszán úsztatták le Nagybocskóig.
1914-ben behívták az Osztrák–Magyar Monarchia hadseregébe. Részt vett az első világháborúban. A fronton ismerkedett meg a monarchia hadseregében szolgáló galíciai és bukovinai ukránok által ott is terjedő ukrán nemzeti mozgalmakkal. A Nagy Háború után a frontról már ukrán hazafiként tért haza.
A monarchia szétesése után, hazatérve, részt vett az 1918 novemberében megalakult Hucul Néptanács létrehozásában és munkájában. Részese volt az 1919 januárjában történt kőrösmezei felkelésnek (más néven: hucul felkelés), melynek nyomán kikiáltották a Hucul Köztársaságot. Kárpátalja Csehszlovákiához csatolása után dolgozott bankban és a családi gazdaságban is. Az 1920-as években a Klimpus-család háza egyfajta kulturális és közéleti központ volt Kőrösmezőn. 1928-ban fakitermeléssel és fafeldolgozással foglalkozó vállalkozást alapított. A család emellett szállodát és malmot működtetett, melyek sikeresen túlélték a gazdasági világválságot is. Ebben az időben élénk társadalmi életet élt. 1927-től vezetője volt az 1923-ban alapított Szics kulturális- és sporttársaságnak, valamint a Proszvita közművelődési társaságnak, 1923-tól pedig a Csehszlovák Szociáldemokrata Párt ukrán szárnyának, a Kárpátaljai Szociáldemokrata Pártnak is. Pénzzel támogatta a Prágában tanuló kárpátaljai ruszin diákokat.
1938 szeptemberében lett a kárpátaljai Szics-gárda, a Kárpáti Szics parancsnoka. Helyetteseitől, Ivan Rohacstól és Ivan Romantól eltérően mérsékelt álláspontot képviselt. Együttműködött a csehszlovák hadsereggel a magyar és a lengyel csapatok és félkatonai alakulatok (például a Rongyos Gárda) elleni harcban. A magyarok elleni 1939. március 15–18. közötti harcokban azonban nem vett részt. Kőrösmezőn volt, majd a magyar csapatok megérkezése után bújkált. Négy hónapnyi rejtőzködés után a magyar hatóságok letartóztatták, és Budapestre szállították. Német diplomaták közbenjárására a magyar hatóságok biztosították számára a szabad visszatérést Kárpátaljára.
A Kárpátalját elfoglaló szovjet csapatok nyomában érkező SZMERS tagjai 1944 decemberében letartóztatták, majd bírói ítélet nélkül a Donyec-medencébe, egy jenakijevei bányába küldték kényszermunkára. 1947 januárjában betegség miatt szabadon engedték, és visszatért Kárpátaljára. 1947. április 11-én szovjetellenes tevékenység vádjával ismét letartóztatták és 1948-ban nyolcévnyi kényszermunkára ítélték. Egy Irkutszki területen lévő Gulag-táborban tartották fogva. 1955. július 26-án engedték szabadon. A fogság súlyosan megviselte az egészségét, szabadulása után négy évvel, 1959-ben elhunyt. 1993. február 2-án rehabilitálták. Fia, Oreszt Klimpus, 1997. december 12. és 2002. április 29. között Ukrajna rendkívüli és meghatalmazott követe volt Magyarországon.